# Edmund Schuitz
Edmund Schuitz (* 12. August 1913 in Wanne; † 3. November 1992 in Herne) war ein deutscher Künstler.

## Leben
Schuitz wurde im Amt Wanne, Stadtteil Unser Fritz, geboren. Die Mutter zog, nach dem Tod seines Vaters 1915 an der Westfront, ihn und die zwei Jahre jüngere Schwester allein auf. Von 1927 bis 1929 absolvierte Schuitz eine Lehre als Polsterer, Sattler und Raumgestalter in Bickern. Während dieser Zeit erhielt er Zeichenunterricht durch den Bildhauer und Gewerbeoberlehrer Wilhelm Braun, der sein Talent früh erkannte. Er empfahl ihn für ein Stipendium, mit dessen Hilfe er von 1930 bis 1932 an der Werkkunstschule Dortmund studieren konnte. Ab 1933 lebte er in Italien und bereiste das Land. Dabei entstanden Lithographien, von denen 20 als Buch in Palermo gedruckt wurden. 1934 bis 1935 studierte er mit einem Stipendium an der Akademie der bildenden Künste in Rom und arbeitete von 1936 bis 1939 als Restaurator und Kirchenmaler in Rom für den Vatikan.
Schuitz war in der Zeit von 1934 bis 1936 Mitglied des italienischen Studentenbundes „Giovanni universitari fascisti Roma“. In der Zeit von 1936 bis 1945 war Edmund Schuitz Mitglied der NSDAP. In Rom war er Schüler von Max Röder (1866 bis 1947), der Hochschullehrer und Künstler war zeitlebens den Impressionismus verbunden und ist nicht als politisch aktiv bekannt. Um diesen ersehnten und absichernden Studienplatz zu bekommen, musste Schuitz nach italienischem Recht der Faschistischen Studentenvereinigung (G.U.F. Gruppi Universitari Fascisti) beitreten, aus der er nach Abschluss des Studiums wieder austrat. Festzuhalten ist hier, dass die G.U.F. zwar selbstverständlich eine faschistische Organisation war. Allerdings gab es wohl Nischen für Unangepasste, denn in einem ausführlichen Artikel des italienischen Wikipedia heißt es, dass die G.U.F. auch „tatsächlich eine wahre Brutstätte antifaschistischer intellektueller Energien war, maskiert und bis zu einem gewissen Grad geduldet“. Schuitz musste also nicht Faschist gewesen sein, um hier Mitglied zu sein. Schuitz plante 1936, nach Deutschland zurückzukehren. Dort erpresste der NS-Staat alle Kulturschaffende dazu, in eine NS-Organisation einzutreten, wenn sie eine Arbeitserlaubnis erhalten wollen. Schuitz trat entsprechend von Italien aus der NSDAP sowie der DAF bei. Er war mit solchen, gegenüber NS-Drangsalierungen absichernden Aktionen nicht allein. Stichproben aus Westfalen zeigen, dass etliche nicht angepasste oder sogar zeitweise verbotene Künstler in ihrer Existenznot der NSDAP oder NS-Organisationen beitraten: Alfons Lütkoff, Wilhelm Renfordt, Carl Baumann und Friedrich G. Einhoff gehören zu denen, die im unten angegebenen Katalog „Anpassung – Überleben – Widerstand“ dargestellt werden.
Nach dem Militärdienst ab 1940, Kriegsverletzungen und amerikanischer Kriegsgefangenschaft bis 1945 eröffnete er 1946 auf der Hauptstraße in Wanne-Eickel ein Mal- und Kunstgewerbeatelier und war als freier Künstler und von 1947 bis 1957 als Dozent an der Volkshochschule Wanne-Eickel tätig. Seine Malklasse besuchte unter anderem Günter Dworak. 1947 heiratete er Leni Grafe, im Juli 1948 wurde Tochter Ingeborg geboren, 1956 Sohn Raimund.

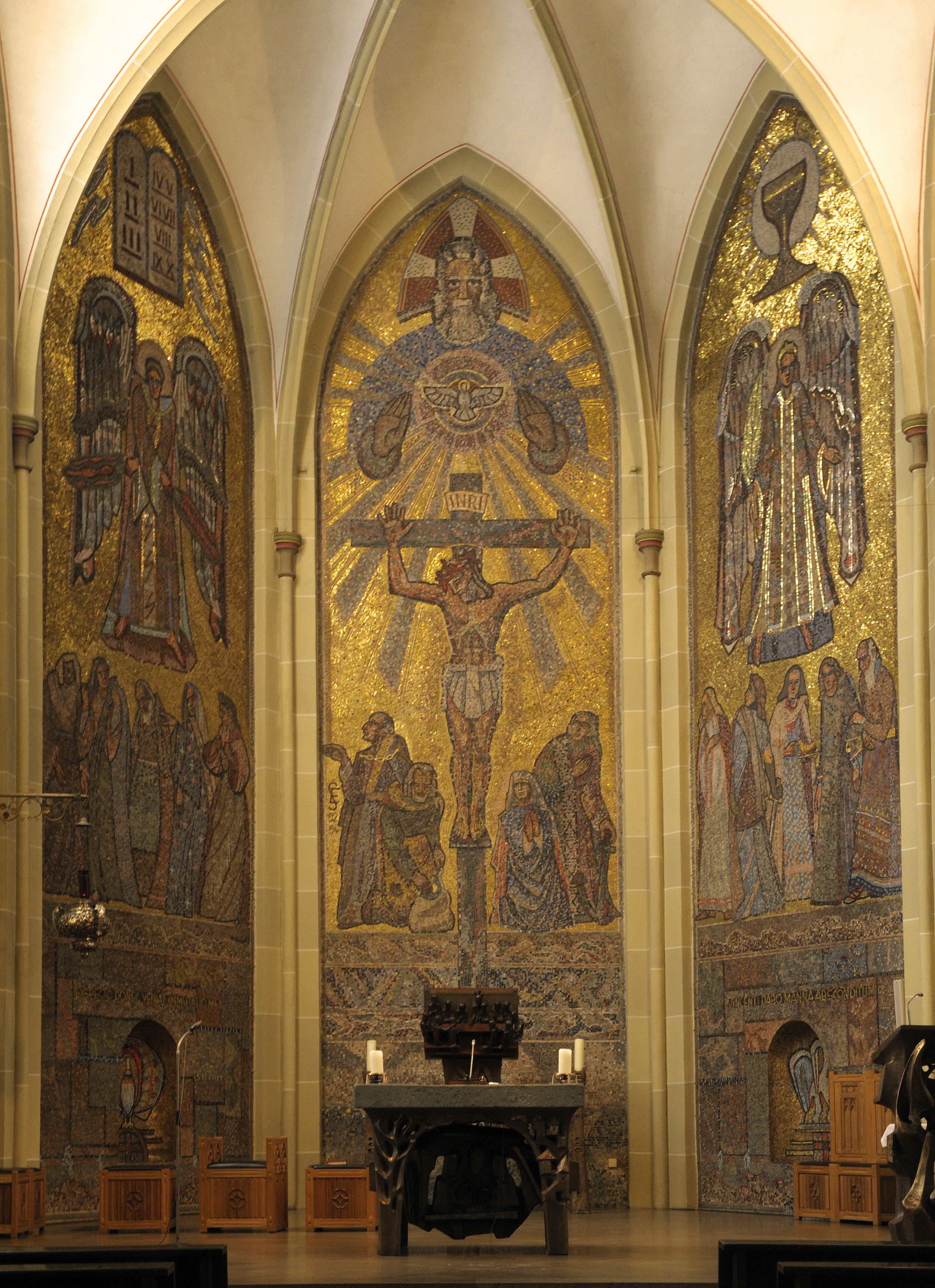
Mosaik St. Laurentiuskirche Herne-Wanne, 1952–1954

Zur finanziellen Versorgung der Familie arbeitete Schuitz als Gewerbegrafiker und nahm Plakataufträge an, bevor er ab 1950 auch öffentliche Kunst am Bau-Aufträge erhielt. Seine Frau führte bis 1953 das Geschäft in der Hauptstraße, das auch von Schuitz geschnitzte Holzfiguren und Dekorationsgegenstände sowie Aquarelle und Zeichnungen anbot. Ab Mitte der 1950er Jahre bis 1965 führte Schuitz für die Ruhrknappschaft Arbeiten an 13 ihrer neu entstehenden Vorsorge- und Kurheimen in ganz Deutschland aus.
Von 1956 bis 1992 betrieb er ein Atelier in der Claudiusstraße in Wanne-Eickel/Herne-Wanne. Schwerpunkt seiner Arbeit war die Kunst am Bau, wobei er verschiedene zeittypische Techniken wie Mosaik, Sgraffito und Glasmalerei einsetzte. In zahlreichen öffentlichen Gebäuden sind seine Werke zu sehen. Auch in Amerika, Italien und Brasilien hat Edmund Schuitz Kunst am Bau-Aufträge erfüllt. 1961 gewann er einen Wettbewerb in Clifton, USA, für ein großes Glasfenster mit der Heiligen Katharina. In den 1970er Jahren wandte er sich verstärkt Radierungen, Schnitt- und Drucktechniken zu.
Der gläubige Katholik Schuitz war Ehrenmitglied im Herner Künstlerbund und mit Malklassen, Ausstellungen sowie Vorträgen über die Klassische Moderne am Aufbau der Volkshochschule Wanne-Eickel maßgeblich beteiligt.

## Werke (Auswahl)

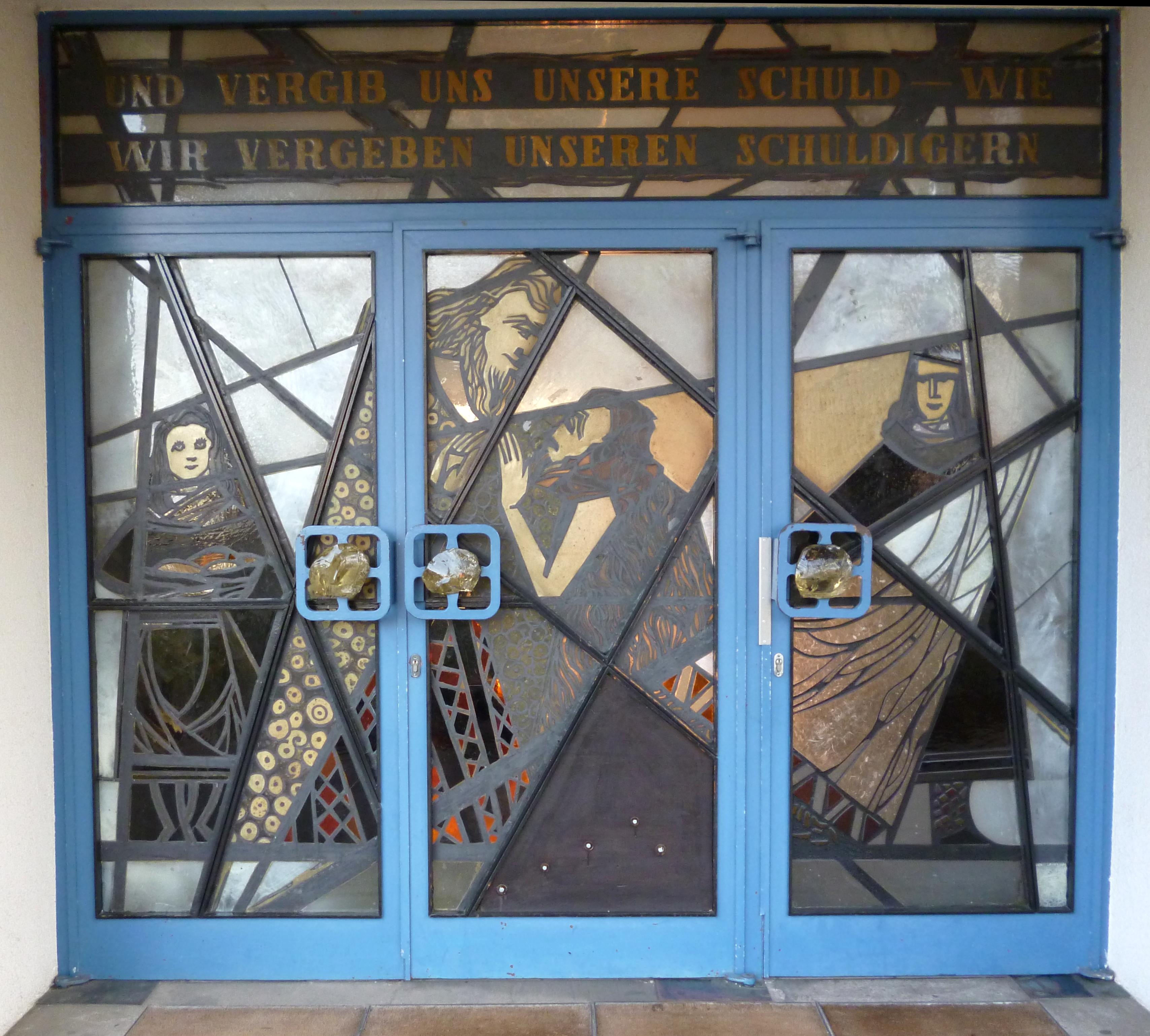
Friedenskirche, Herne-Wanne-Süd, 1966

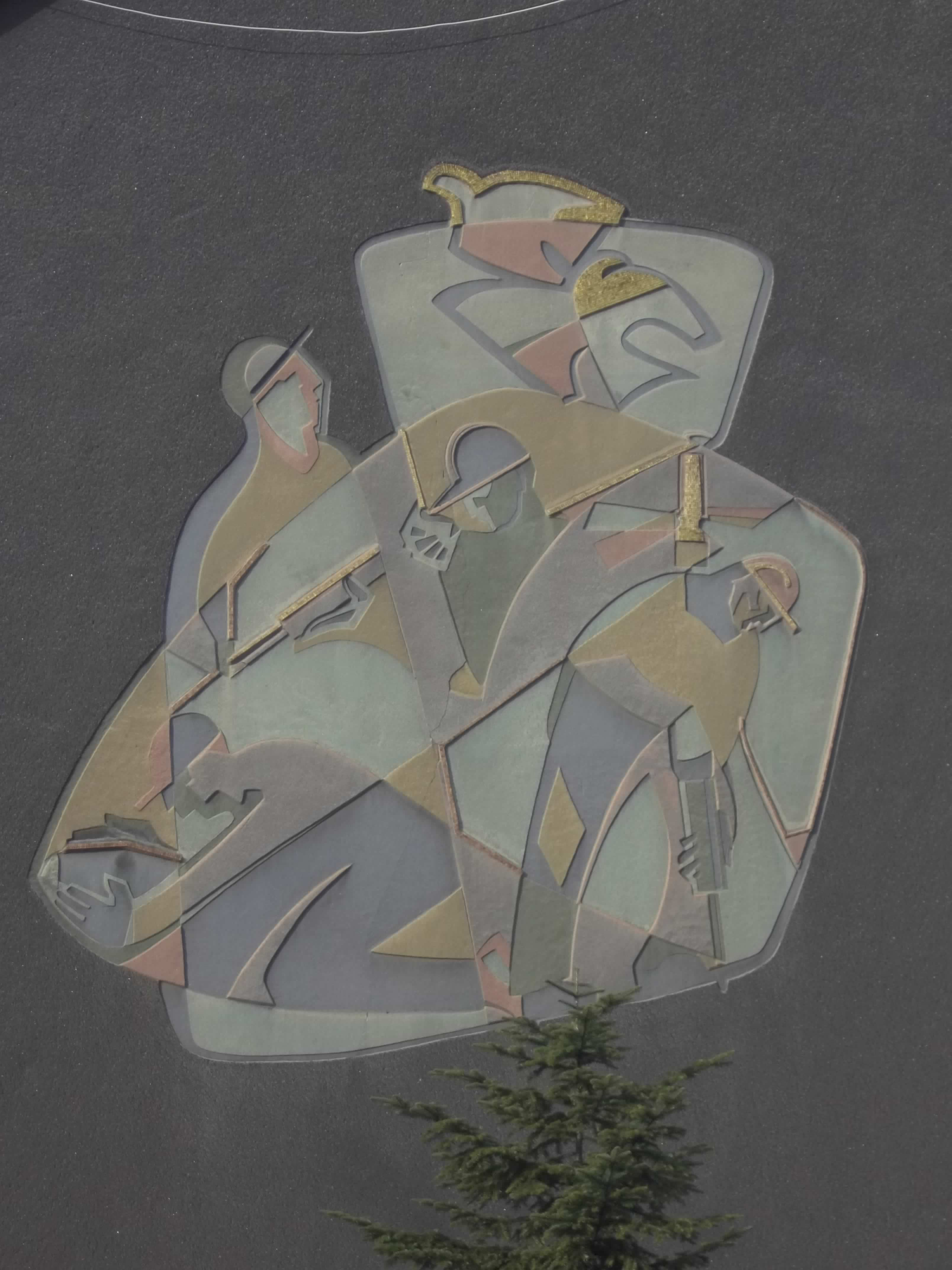
Putzmosaik am Wohnhaus Aschebrock 23, Herne, 1956

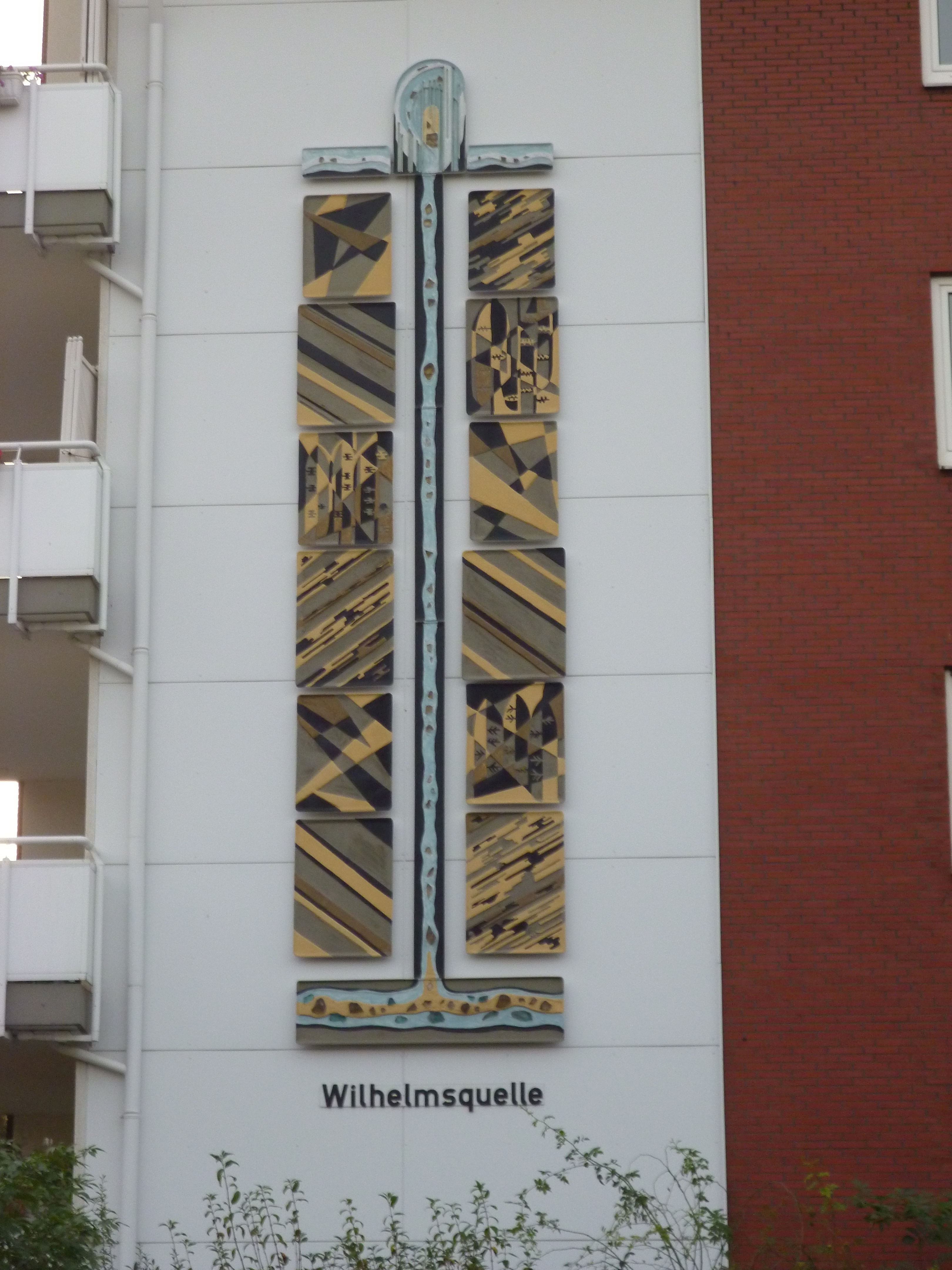
„Wilhelmsquelle“ am Haus Ecke Röhlinghauser Straße/Harkortstraße, Wanne-Süd, 1966

- seit 1950: Plakate für die Cranger Kirmes
- 1950: Auferstehung Wandmalerei, Altarbild der Lutherkirche in Wanne-Nord (nicht erhalten, zu Beginn der 1990er Jahre durch ein Chorfenster ersetzt)
- ca. 1950: Sitzungssaal des Eickeler Amtshaus, Richard-Wagner-Straße 10, heute Fachbereich Vermessung und Kataster, Wandbild mit Bergmann, Schiffer und Eisenbahner[12]
- 1951 Grosse Weihnachtsverkaufs-Ausstellung der Künstler von Rheinland und Westfalen, Ehrenhof Düsseldorf[13]
- 1952–1954: Mosaik Kreuzigung Christi in der St. Laurentiuskirche in Wanne, Hauptstraße
- 1954: Bleiverglasung Gib uns unser täglich Brot im Haus des Handwerks Herne-Wanne
- 1954: Putzmosaik im Hallenbad Wanne-Süd Hochzeitszug von Amphitrite und Poseidon (abrißgefährdet)[14]
- 1955–1956: Mutter und Kind Sgraffito mit Goldmosaik an der Außenwand, 12 Tierkreiszeichen Schnittplastik Knappschaftskrankenhaus Essen-Steele
- 1956: Wandmalerei und Sgraffito im Eingangsbereich und der drei Treppenhäuser der Berufsschule Steinstraße in Wanne
- 1956: Der Bergmann und sein Hobby: die Brieftaube, Putzmosaik am Wohnhaus Aschebrock 23, Herne
- 1957–1960: Sgraffito mit Goldmosaik an der Außenwand, Gipsschnitte in Innenräumen, Knappschaftskrankenhaus Recklinghausen
- 1958: Fenster der Lutherkirche in Wanne-Nord
- 1958: Zierfische, Mosaiksäule, Städtische Realschule Crange, Herne
- 1958–1960: Knappschaftskrankenhaus, Gelsenkirchen-Ückendorf
- Außenfassade der IHK Bochum
- 1961: Knappschaftskrankenhaus, Bochum-Langendreer
- 1961: Heilige Katharina, Betonglasfenster, St. Katharina School, New Jersey
- 1966: Keramisches Wandrelief Wilhelmsquelle der Zeche Pluto-Thies am Haus Ecke Röhlinghauser Straße/Harkortstraße[15]
- 1966: Tür und Buntglasfenster in der Friedenskirche der Evangelisch – Freikirchlichen Gemeinde, Hauptstr. 127, Herne-Wanne-Süd. Tür: Antikglas/Blei/Schwarzlot/Klebetechnik. Motiv: Heimkehr des verlorenen Sohnes. Bildtext: UND VERGIB UNS UNSERE SCHULD WIE WIR VERGEBEN UNSEREN SCHULDIGERN.[16]
- 1970: Säulen-Mosaik mit Fischmotiven im Arkadengang der Realschule Crange[17]
- 1984: „Graphito“ auf der rechten Altarseite und Steinmetzarbeiten an der Kanzel der Cranger Kirche, die vier Evangelisten und Johannes den Täufer darstellend[18]
- 1992: „Auferstehung Christi“ Fenster im Altarraum der Evang. Lutherkirche in Herne-Crange[19][20]

## Ausstellungen (Auswahl)
- 1933: Kunstausstellung, Kurhaus Wanne-Eickel
- 1948: Kunstausstellung, Hotel Fürst Bismarck Wanne-Eickel
- 1949: Heimische Künstler, Rathaus Wanne-Eickel
- 1951: Wanne-Eickeler Künstler stellen aus, Rathaus Wanne-Eickel
- 1952: Eisen und Stahl, Ehrenhof Düsseldorf
- 1955: Bild und Buch, Rathaus Wanne-Eickel
- 1969: Edmund Schuitz: Neue Formen und Gestaltung am Bau, VHS Wanne-Eickel, Grüner Ring
- 1977: Ausstellung der Bezirksregierung in Arnsberg
- 1979: Edmund Schuitz: Glas, Keramik, Aquarell, VHS Wanne-Eickel, Haus am Grünen Ring
- 1982: Schuitz/Kuberka, Aquarelle, Rathaus Herten
- 1982: Haus Ennepetal, Stadt Ennepetal (25. April – 27. Juni 1982)
- 1982: Städtische Turmgalerie im Walkenbrückentor, Coesfeld (6. Juni – 11. Oktober 1982)
- 1982: Wilhelm-Morgner-Haus, Soest (5. September – 11. Oktober 1982)
- 1983: Exponata, Münster, Berufsverband Bildender Künstler, Katalog, S. 162 ff.
- 1983: Edmund Schuitz: Radierung, Zeichnung, Aquarell, Glas, VHS Wanne-Eickel, Haus am Grünen Ring
- 1984: Volksbank Borken
- 1985: Edmund Schuitz: Kirmes, Milieustudien, Sparkasse Herne, Geschäftsstelle Wanne
- 1986: Edmund Schuitz: Retrospektive, VHS Wanne-Eickel, Haus am Grünen Ring
- 1986: Exponata, Münster, Berufsverband Bildender Künstler, Katalog S. 236 ff.
- 1989: Herner Kulturtage: Ansichten von Herne, Städtische Galerie im Schlosspark Strünkede des Emschertalmuseums Herne
- 1990: Kontrastreiche Mischung, Herner Künstlerbund, Pavillon Herne, September (Gad Astar, Manfred Leyh, Edmund Schuitz)
- 1990: Edmund Schuitz: Rekultivierung der Halden in Herten, Der Hoppenbruch: Natur vor der Haustür, RAG Zentrale Essen
- 1991: Edmund Schuitz: Skizzen, Zeichnung, Aquarell, Berufskolleg für Wirtschaft und Verwaltung, Westring, Herne
- 1997: Rückschau: Fünf Herner Künstler, Städtische Galerie im Schlosspark Strünkede des Emschertalmuseums Herne
- 2010: Herne Es war einmal. Die Geschichte der Cranger Kirmes in Herne, Künstlerzeche Unser Fritz
- 2013: Ausstellung seiner gesammelten Werke zum 100sten Geburtstag, VHS-Galerie Herne[21]
- 2018: Kopfstrecke, Erinnerungen an den Bergbau, Schollbrockhaus Herne
- 2018: Spuren, Herner Künstlerinnen und Künstler der Jahrgänge 1893 bis 1945, Flottmann-Hallen Herne[22]